# Acylita elongata
Acylita elongata  là một loài bướm đêm thuộc họ Noctuidae. Nó được tìm thấy ở Brasil. Sải cánh dài khoảng 34 mm.